# Kurunta
Kurunta (Ulmi-Teššup) era fill de Muwatallis II, rei hitita, i ell mateix fou el primer rei hitita de Tarhuntasa.
De jove, Ulmi-Teššup fou criat per Hattusilis (III), al que després va ser lleial durant la guerra civil contra Mursilis III (que era cosí d'Ulmi-Teššup) i va combatre al seu costat.
Al final de la guerra, a Lukka hi va haver desordres i la regió es va posar sota direcció d'un home anomenat Tawagalawa, germà del rei d'Ahhiyawa; Tawagalawa va començar a atacar territori hitita de manera que Hattusilis III va perdre aviat el control de la situació al sud-oest i la gent de Lukka va arribar al riu Hulaya, districte fronterer amb capital a Hawaliya i als districtes veïns de Natas, Parha (després Perge a Pamfília), Harhasuwanta i altres de manera que tota la costa fins a Kizzuwatna va quedar fora del control del rei hitita. Els districtes fronterers de Wasuwatta i Harputtawana van caure en mans de rebels ajudats per Lukka.
Piyama-radu de Lazba que era a Millawanda, va aprofitar per envair territori hitita des Millawanda i va conquerir la terra del riu Hulaya arribant a la Terra Baixa Hitita fins a Nahita i es va proclamar rei d'Arzawa.
Hattusilis va marxar contra Tawagalawa i altres rebels, i els va expulsar de la Terra Baixa i el riu Hulaya però sense arribar a la costa occidental ni probablement Pamfília. Llavors va nomenar al seu nebot Ulmi-Tesup rei d'un gran regne del sud-oest, amb capital a Tarhuntasa que va governar sota el nom de Kurunta, que era el nom d'una deïtat tutelar hitita. El regne limitava al nord i oest amb Pitassa, Ussa i terres hitites, i cap al sud i sud-oest eren terres a dominar "en direcció a la ciutat de Saranduwa a la terra del riu Hulaya". En els següents anys Kurunta va dominar fins a la costa al sud, i a l'oest fins al riu Kastaraya (Kestros) i la ciutat de Parha (Perge) a la plana pamfília.
Kurunta de Tarhuntasa es va entrevistar amb el rei d'Ahhiyawa a Millawanda i es va acordar la retirada dels aqueus de Lukka, que va retornar a control hitita i els caps locals es van afanyar a proclamar la seva lleialtat al rei de Tarhuntasa i al gran rei hitita. Entre els que es van sotmetre i havia Piyama-radu, que era a la ciutat de Sallapa quan va escriure a Hattusilis, que havia anat a Lukka a afermar la seva autoritat, i se li va sotmetre.
Una tauleta de bronze trobada a Hattusa conté un tractat entre Kurunta i Tudhalias IV on era confirmat en el feu de Tarhuntasa. En aquesta època encara no dominada Parha (Perge).
Més tard apareix amb el títol de gran rei, Labarna, Heroi, i Sol meu i com que algun segell ha estat trobat a Hattusa es pensa que va poder usurpar el tron algun temps amb Tudhalias IV bé al mig del seu regnat o al final. Tudhalias hauria recuperat el tron (i hauria regnat uns anys mes), o potser hauria estat el seu fill Arnuwandas III el que finalment hauria expulsat a Kurunta. No hi ha un acord general. Altres experts consideren que Tarhuntasa es va fer independent i ho va restar per un temps i per això va usar els títols, i en suport d'aquesta tèsis presenten una inscripció a Hattusa que esmenta un atac de Subiluliuma II, fill de Tudhalias IV, a Tarhuntassa.
De les restes trobades és possible que enderrocara a Tudhalias IV i assolís el poder. Les reformes religioses de Tudhalias IV es van aturar i l'arqueologia comprova que els temples construïts a Hattusa durant el regnat de Thudalias van quedar aturats i la terra es va destinar a utilitats civils. La ciutat alta d'Hattusa també presenta senyals de destrucció just vers al final del regnat de Tudhalias, i Kurunta hauria encapçalat als opositors a les reformes religioses. Si amb això hi ha un acord bastant general, la diferència és notable entre aquells que diuen que Tudhalias va acabar per recuperar el tron i els que diuen que no.